# 多田富雄
多田 富雄（ただ とみお、1934年3月31日 - 2010年4月21日）は、日本の免疫学者、文筆家である。東京大学名誉教授。妻の多田式江は医師。大叔父に詩人多田不二がいる。
免疫学・分子生物学を専門とし、免疫機構解明に貢献。随筆執筆や医療・科学を題材にした新作能の創作も行った。著書に『免疫の意味論』(1993年)、『生命の意味論』(1997年)、『独酌余滴』(1999年)などがある。

## 来歴・人物
茨城県結城市出身。茨城県立水海道中学校（旧制、現在の茨城県立水海道第一高等学校）・茨城県立結城第二高等学校を経て、千葉大学医学部進学、在学中に安藤元雄、江藤淳らとともに同人雑誌『purete』に詩などを寄稿。千葉大学医学部第二病理学教室に勤務、1964年医学博士（千葉大学、題は「遷延感作ウサギにおける抗体産生の変貌」）、のち教授、1977年東京大学医学部教授、1995年定年退官、東京理科大学生命科学研究所所長。
1971年には、「免疫応答を抑制するT細胞」として、抑制（サプレッサー）T細胞の存在を提唱するなど、免疫学者として一定の評価を得ていた。現在ではサプレッサーT細胞の存在はゲノム解析により否定され、坂口志文によって発見された制御性T細胞に取って代わられている）。
能の作者としても知られ、自ら小鼓を打つこともあった。謡曲作品に脳死の人を主題にした『無明の井』、朝鮮半島から強制連行された人を主題とした『望恨歌』、アインシュタインの相対性理論を主題とした『一石仙人』、広島の被爆を主題とした『原爆忌』がある。
2001年5月2日、滞在先の金沢で脳梗塞を発症し、一命は取り留めたが声を失い、右半身不随となる。だが執筆意欲は衰えず、著作活動を続けた。晩年まで東京都文京区湯島に在住した。
2006年4月から厚生労働省が導入した「リハビリ日数期限」制度につき自らの境遇もふまえて「リハビリ患者を見捨てて寝たきりにする制度であり、平和な社会の否定である」と激しく批判し、反対運動を行った。2007年12月には『わたしのリハビリ闘争 最弱者の生存権は守られたか』（青土社）を刊行した。
2007年には親しい多くの知識人とともに「自然科学とリベラル・アーツを統合する会」を設立し、自ら代表を務めた。
2010年4月21日、前立腺癌による癌性胸膜炎のため死去。76歳没。関連著作が、没する前後にはいくつか出版された。

## 受賞と栄誉
野口英世記念医学賞（1976年）、ベルツ賞1等賞（1977年）、エミール・フォン・ベーリング賞（1980年）、朝日賞（1981年）、持田記念学術賞（1987年）受賞。文化功労者（1984年）に選出。瑞宝重光章（2009年）を受勲。
文筆家としては50代になって執筆活動を多く行い始め、『免疫の意味論』（青土社、1993年）で大佛次郎賞、『独酌余滴』（朝日新聞社、1999年）で日本エッセイスト・クラブ賞、『寡黙なる巨人』（集英社、2007年）で小林秀雄賞を受賞。

## 著書

### 単著
- 『イタリアの旅から-科学者による美術紀行』（誠信書房、1992→新潮文庫、2012）
- 『免疫の意味論』（青土社、1993）
- 『ビルマの鳥の木』（日本経済新聞社、1995→新潮文庫、1998）
- 『生命の意味論』（新潮社、1997→講談社学術文庫、2024）
- 『独酌余滴』（朝日新聞社、1999→朝日文庫、2006）
- 『私のガラクタ美術館』（朝日新聞社、2000）
- 『免疫の「自己」と「非自己」の科学』（日本放送出版協会［NHKブックス］、2001）
- 『脳の中の能舞台』（新潮社、2001）
- 『懐かしい日々の想い』（朝日新聞社、2002） 
  - 改題再編 『生命の木の下で』（新潮文庫、2009）
- 『寡黙なる巨人』（集英社、2007→集英社文庫、2010）
- 『わたしのリハビリ闘争』（青土社、2007）
- 『ダウンタウンに時は流れて』（集英社、2009）
  - 改題再編 『春楡の木陰で』（集英社文庫、2014）
- 『落葉隻語 ことばのかたみ』（青土社、2010）
- 『残夢整理 昭和の青春』（新潮社、2010→新潮文庫、2013）
- 『寛容のメッセージ』（青土社、2013）

### 著作選
- 『歌占 多田富雄全詩集』（藤原書店、2004）
- 『能の見える風景』（藤原書店、2007）
- 『寛容　多田富雄詩集』（藤原書店、2011）
- 『多田富雄新作能全集』（藤原書店、2012）、笠井賢一編
- 『多田富雄のコスモロジー　科学と詩学の統合をめざして』（藤原書店、2016）、同編集部編
- 『多田富雄コレクション』（全5巻、藤原書店、2017）
  - 1　自己とは何か　免疫と生命
  - 2　生の歓び　食・美・旅
  - 3　人間の復権　リハビリと医療
  - 4　死者との対話　能の現代性
  - 5　寛容と希望　未来へのメッセージ

### 共著
- 『白洲正子を読む』（青柳恵介、安土孝、河合隼雄他、求龍堂、1996）
- 『生命へのまなざし』（青土社、1996→新装版、2006）、対談集
- 『免疫学個人授業』（南伸坊、新潮社、1997→新潮文庫、2001）
- 『パラドックスとしての身体―免疫・病い・健康』ＴＡＳＣ（たばこ総合研究センター） 編（河出書房新社 1997）
- 『生命をめぐる対話』（大和書房、1999→ちくま文庫、2012）、対談集
- 『人間の行方-二十世紀の一生、二十一世紀の一生』
（山折哲雄、文藝春秋［文春ネスコ］、2000）
- 『「私」はなぜ存在するか-脳・免疫・ゲノム』（中村桂子、養老孟司、哲学書房、2000）
- 『アポロンにしてディオニソス　橋岡久馬の能』 （写真森田拾史郎、アートダイジェスト、2000）
- 『老いとは何か』 （福原義春対談、求龍堂、2001）
- 『邂逅』（鶴見和子、藤原書店、2003）
- 『懐かしい日々の対話』（大和書房、2006）　対談集
- 『露の身ながら　いのちへの対話 往復書簡』
（柳澤桂子、集英社、2004→集英社文庫、2008）
- 『言魂』（石牟礼道子　藤原書店、2008）
- 『花供養』（白洲正子・笠井賢一編　藤原書店、2009）

### 編著
- （今村仁司）『老いの様式』（誠信書房）
- （河合隼雄）『生と死の様式』（誠信書房）
- （中村雄二郎）『生命』（誠信書房）
- 『あらすじで読む名作能50　ほたるの本』（監修、世界文化社、2005）
- 『人間　日本の名随筆　別巻90』（作品社、1998）

### 監修
- （萩原清文）『好きになる免疫学』（講談社、2001）

## 関連人物
- 石坂公成 - 恩師。
- 白洲正子 - 後年に親交を深めた。
- 橋岡久馬 - 40年以来の親交があった。
- 石川哮  - 千葉大学で知り合って以来の親友。
- 養老孟司 - 東大医学部の同僚。
- 多川俊映 - 親交深い。